# HD 159868
HD 159868 är en ensam stjärna belägen i den södra delen av stjärnbilden Skorpionen ca 0,3° ostsydost om den ljusa stjärnan Theta Scorpii. Den har en skenbar magnitud av ca 7,24 och kräver åtminstone en handkikare för att kunna observeras. Baserat på parallax enligt Gaia Data Release 2 på ca 17,9 mas, beräknas den befinna sig på ett avstånd på ca 183 ljusår (ca 56 parsek) från solen. Den rör sig närmare solen med en heliocentrisk radialhastighet på ca -24 km/s.

## Egenskaper
HD 159868 är en gul till vit stjärna i huvudserien av spektralklass G5 V, som är kromosfäriskt inaktiv med en låg projekterad rotationshastighet av 2,1 km/s. Den har en massa som är ca 1,1 solmassor, en radie som är ca 2 solradier och har ca 3,6 gånger solens utstrålning av energi från dess fotosfär vid en effektiv temperatur av ca 5 600 K.

## Planetsystem
År 2007 tillkännagavs en exoplanet vid stjärnan, benämnd HD 159868 b, sannolikt en gasjätte. Preliminära omloppsdata tyder på att banan är extremt excentrisk med ett genomsnittligt avstånd av två astronomiska enheter (AE) och sträcker sig så nära som 0,62 AE till så långt bort som 3,38 AE. År 2012 tillkännagavs också en andra exoplanet vid stjärnan. Banan för den första planeten reviderades avsevärt under utredningen.
| Planet | Massa           | Halv storaxel (AE) | Siderisk omloppstid (d) | Excentricitet | Inklination | Radie |
| ------ | --------------- | ------------------ | ----------------------- | ------------- | ----------- | ----- |
| b      | ≥0,73 ± 0,05 MJ | 1,00 ± 0,01        | 352,3 ± 1,3             | 0,15 ± 0,005  | -           | -     |
| c      | ≥2,1 ± 0,1 MJ   | 2,25 ± 0,03        | 1 178,4 ± 8,8           | 0,01 ± 0,03   | -           | -     |